# Biaksångare
Biaksångare (Phylloscopus misoriensis) är en fågelart i familjen lövsångare inom ordningen tättingar.

## Utseende
Biaksångaren är en liten till medelstor (10 cm) rätt kortstjärtad och långbent olivgrön lövsångare. Ovansidan är mörkt olivgrön med två otydliga vingband, gult på kinder och strupe och olivgrön på resten av undersidan, gulare mot mitten och gråare mot kanterna. Benen är gulaktiga, liksom näbben.

## Utbredning och systematik
Fågeln förekommer endast på ön Biak utanför nordvästra Nya Guinea. Den behandlades tidigare som underart till papuasångare, men urskiljs allt oftare som egen art.

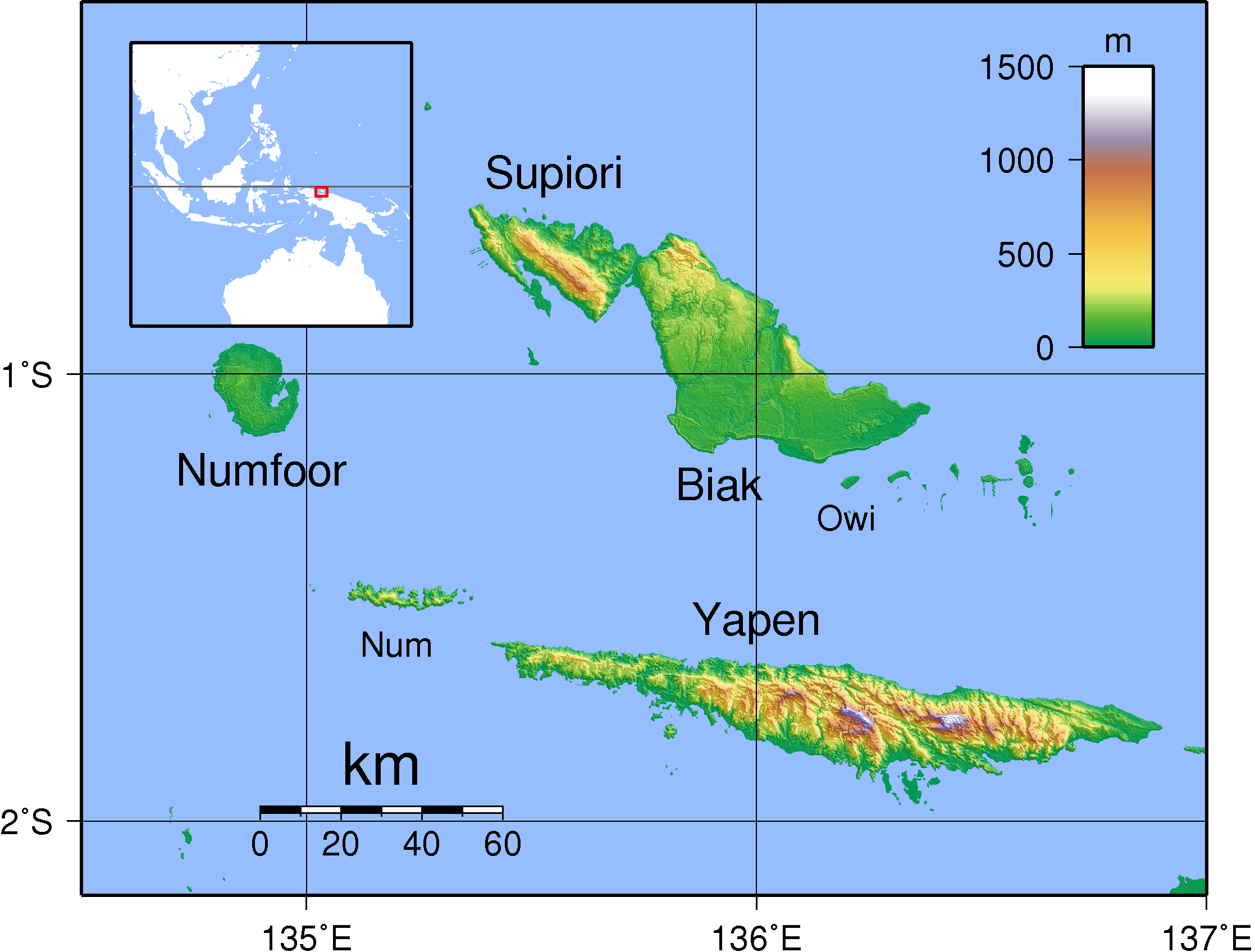
Biak med närliggande öar.

### Släktestillhörighet
DNA-studier visar att släktet Phylloscopus är parafyletiskt gentemot Seicercus. Dels är ett stort antal Phylloscopus-arter närmare släkt med Seicercus-arterna än med andra Phylloscopus (bland annat biaksångare), dels är inte heller arterna i Seicercus varandras närmaste släktingar. Olika taxonomiska auktoriteter har löst detta på olika sätt. De flesta expanderar numera Phylloscopus till att omfatta hela familjen lövsångare, vilket är den hållning som följs här. Andra flyttar bland andra biaksångare till ett expanderat Seicercus.

### Familjetillhörighet
Lövsångarna behandlades tidigare som en del av den stora familjen sångare (Sylviidae). Genetiska studier har dock visat att sångarna inte är varandras närmaste släktingar. Istället är de en del av en klad som även omfattar timalior, lärkor, bulbyler, stjärtmesar och svalor. Idag delas därför Sylviidae upp i ett antal familjer, däribland Phylloscopidae. Lövsångarnas närmaste släktingar är familjerna cettior (Cettiidae), stjärtmesar (Aegithalidae) samt den nyligen urskilda afrikanska familjen hylior (Hyliidae).

## Levnadssätt
Fågeln hittas i både urskog och ungskog på varierande höjd. Födan är okänd men tros bestå av små ryggradslösa djur. Inget är känt om dess häckningsbeteende.

## Status och hot
Biaksångaren har en liten världspopulation bestående av uppskattningsvis endast 2 500–10 000 vuxna individer. Den tros också minska i antal till följd av habitatförlust. Internationella naturvårdsunionen IUCN kategoriserar den som nära hotad (VU).